# Ptinus raptor
Ptinus raptor là một loài bọ cánh cứng thuộc chi Ptinus trong họ Ptinidae.